# Ваидеј (Горж)
Ваидеј (рум. Vaidei) насеље је у Румунији у округу Горж у општини Станешти. Oпштина се налази на надморској висини од 500 m.

## Становништво
Према подацима из 2002. године у насељу је живело 108 становника, од којих су сви румунске националности.